# Вільгельм Шпіс
Вільгельм Шпіс (нім. Wilhelm Spies; 26 серпня 1913 — 27 січня 1942) — німецький льотчик-ас, майор люфтваффе (1942, посмертно). Кавалер Лицарського хреста Залізного хреста з Дубовим листям (1942, посмертно).

## Біографія
В 1935 році вступив в люфтваффе. Учасник Громадянської війни в Іспанії. Після повернення в Німеччину направлений в 1-шу групу 26-ї важкої винищувальної ескадри. Учасник Польської і Французької кампаній. З серпня 1940 року — командир 1-ї ескадрильї своєї ескадри. Учасник Німецько-радянської війни. З липня 1941 року — командир 1-ї групи своєї ескадри. Загинув у бою.
Всього за час бойових дій збив 20 ворожих літаків, з них 11 радянських.

## Нагороди
- Нагрудний знак пілота
- Медаль «За вислугу років у Вермахті» 4-го класу (4 роки)
- Срібна військова медаль (Іспанія)
- Медаль «За Іспанську кампанію» (Іспанія)
- Іспанський хрест в бронзі з мечами
- Медаль «У пам'ять 1 жовтня 1938» із застібкою «Празький град»
- Залізний хрест
  - 2-го класу (27 вересня 1939)
  - 1-го класу (24 червня 1940)
- Лицарський хрест Залізного хреста з дубовим листям
  - лицарський хрест (14 червня 1941)
  - дубове листя (№ 85; 5 квітня 1942)
- Авіаційна планка винищувача в золоті
- Орден Корони Італії, лицарський хрест
- Хрест Воєнних заслуг 2-го класу з мечами